# Протяса, Адрьян
Адрьян Протяса (рум. Adrian Proteasa; род. 1 марта 1959, Бухарест) — румынский легкоатлет, специалист по прыжкам в высоту. Выступал за сборную Румынии по лёгкой атлетике в конце 1970-х — начале 1980-х годов, обладатель бронзовой медали чемпионата Европы в помещении, победитель и призёр первенств национального значения, участник летних Олимпийских игр в Москве.

## Биография
Адрьян Протяса родился 1 марта 1959 года.
Впервые заявил о себе в прыжках в высоту на международном уровне в сезоне 1977 года, когда вошёл в состав румынской сборной и одержал победу на международном турнире в Софии.
В 1979 году стал серебряным призёром на турнире в Банска-Бистрице, выиграл соревнования в Бухаресте и Потсдаме.
В 1980 году с личным рекордом 2,29 взял бронзу на чемпионате Европы в помещении в Зиндельфингене, уступив только немцу Дитмару Мёгенбургу и поляку Яцеку Вшоле. Позднее в Бухаресте также установил личный рекорд на открытом стадионе — 2,26 метра. Благодаря череде удачных выступлений удостоился права защищать честь страны на летних Олимпийских играх в Москве — в финале прыжков в высоту показал результат 2,21 метра, расположившись в итоговом протоколе соревнований на седьмой строке.
Завершил спортивную карьеру по окончании сезона 1981 года.